# NGC 1525
NGC 1525 (ook wel NGC 1516-2, NGC 1516B) is een spiraalvormig sterrenstelsel in het sterrenbeeld Eridanus. Het hemelobject werd in 1886 ontdekt door de Amerikaanse astronoom Ormond Stone. Het sterrenstelsel bevindt zich dicht bij NGC 1516-1.

## Synoniemen
- NGC 1516B
- NGC 1516-2
- MCG -2-11-18
- IRAS04057-0857
- PGC 14516